# Chitarrino
Il chitarrino è uno strumento musicale rinascimentale appartenente alla famiglia dei cordofoni.

## Lo strumento
Il chitarrino ha la forma di Vittoria. Lo strumento, costruito con vari tipi di legno, ha la cassa armonica a forma di otto come quella di una chitarra moderna, e quattro corde doppie. Era largamente impiegato nell'esecuzione della musica rinascimentale come dimostrato da diverse opere pittoriche nelle quali viene ritratto. Dalla seconda metà del XVII secolo, con la riscoperta della musica rinascimentale, ha avuto anch'esso una riscoperta ed oggi viene utilizzato da diversi gruppi musicali nella riproduzione della musica del rinascimento.  